# Ingleside (Nova Gales do Sul)
Ingleside é um subúrbio do norte de Sydney, no estado da Nova Gales do Sul, na Austrália, situado a 28 quilômetros ao norte do distrito empresarial central de Sydney, na área do governo local do Conselho de Northern Beaches. Ingleside faz parte da região Northern Beaches, cerca de 2 quilômetros da costa, em Mona Vale. Em 2011, sua população era de 1 122 habitantes.

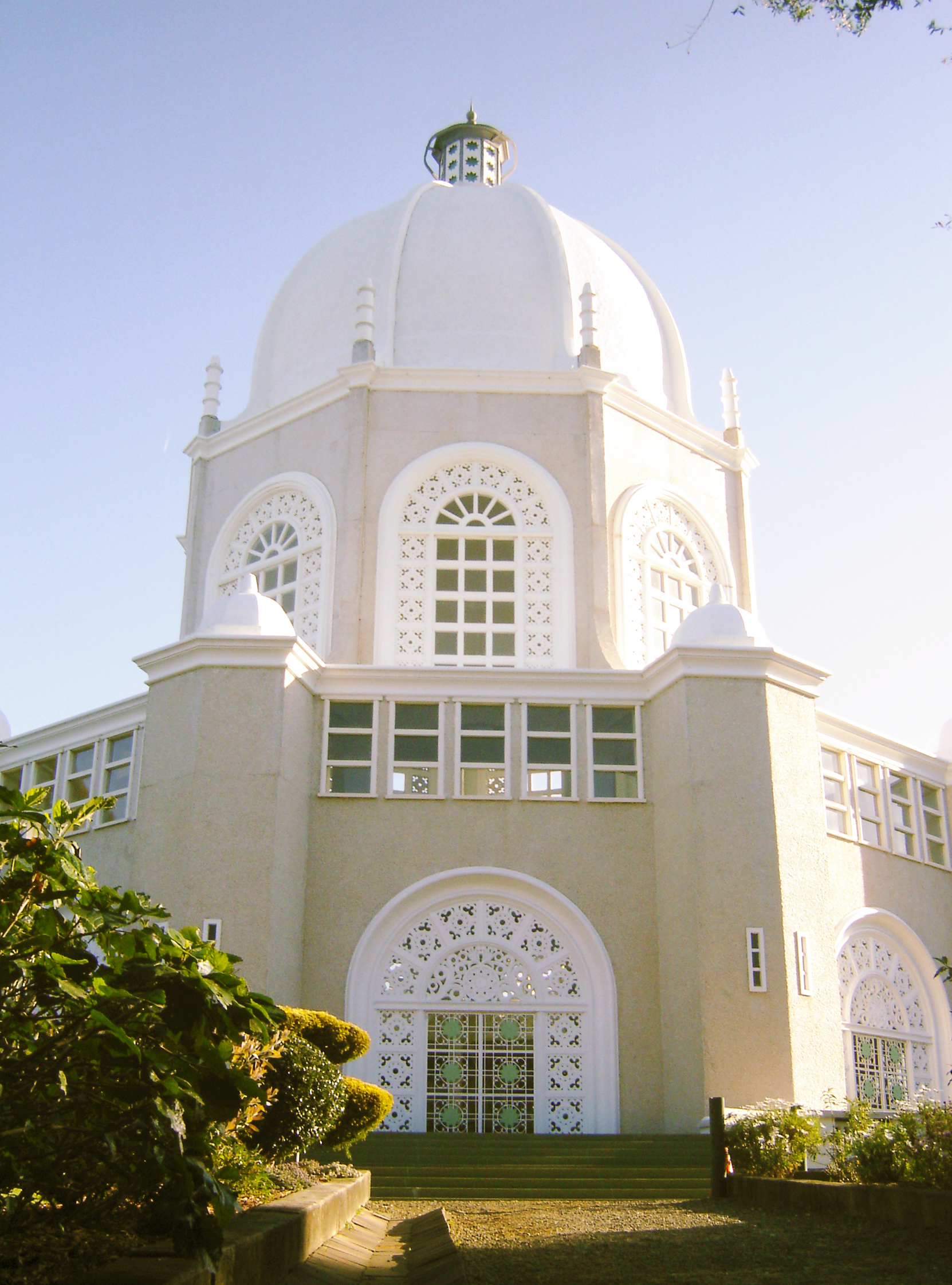
Casa de Adoração Bahá'í